# آيت علي (إمي نفاست)
آيت علي هي إحدى مشيخات المملكة المغربية، تتبع جغرافيا لإقليم سيدي إفني وإداريًا لإمي نفاست. يقدر عدد سكانها بـ 20849 نسمة حسب الإحصاء الرسمي للسكان والسكنى لسنة 2004.